# Рясна (прикраси)
Ря́сна — давньоруські жіночі прикраси у вигляді підвісок, які прикріплювали з двох боків до головного убору. Від скроней вони спускалися до плечей. До рясен підвішували колти.

Рясна виготовлялись із металевих ланок, деколи — перлів. Ці прикраси, запозичені з Візантії, були в моді на Русі в XI‒XIII ст., ставши частиною князівсько-боярського жіночого головного убору. Зазвичай колти знаходять у складі скарбів, що їх ховали власники у мить небезпеки.

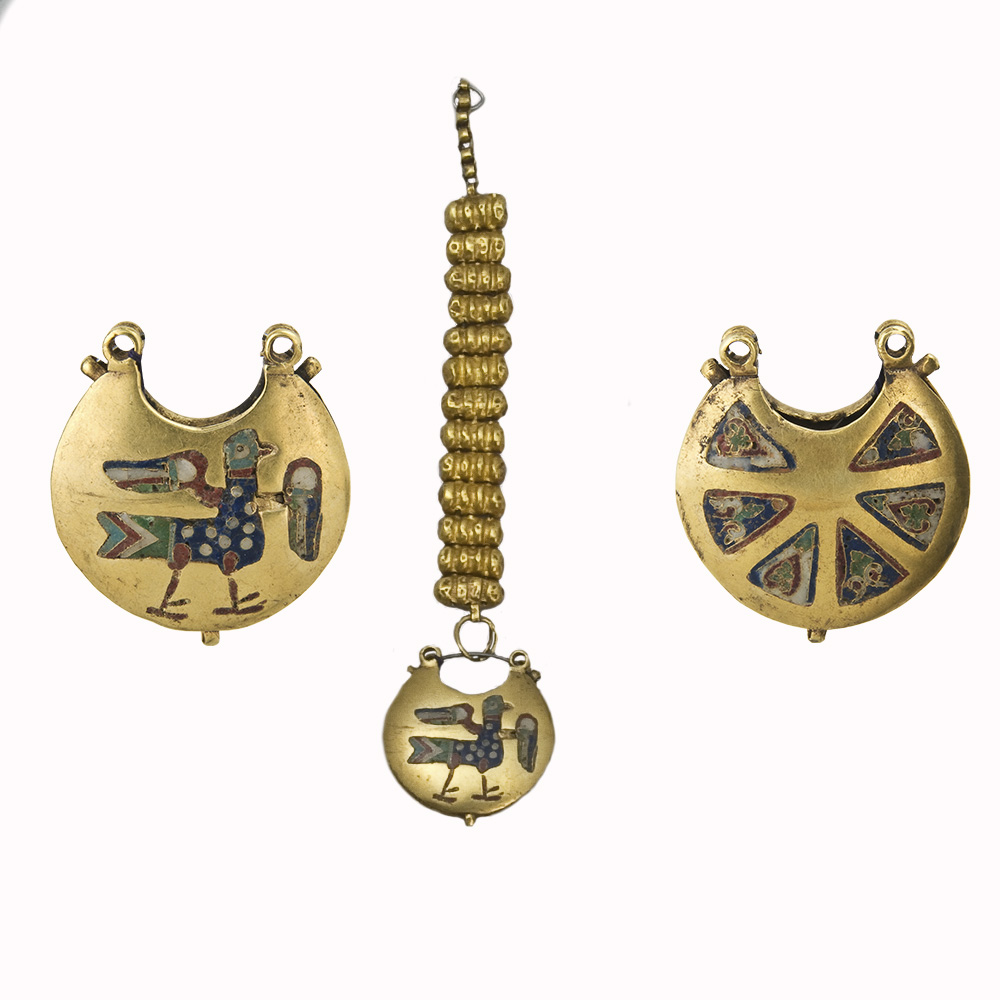
Рясна з колтами (золото) з Кудрявського скарбу. ХІ–ХІІ ст. Київ
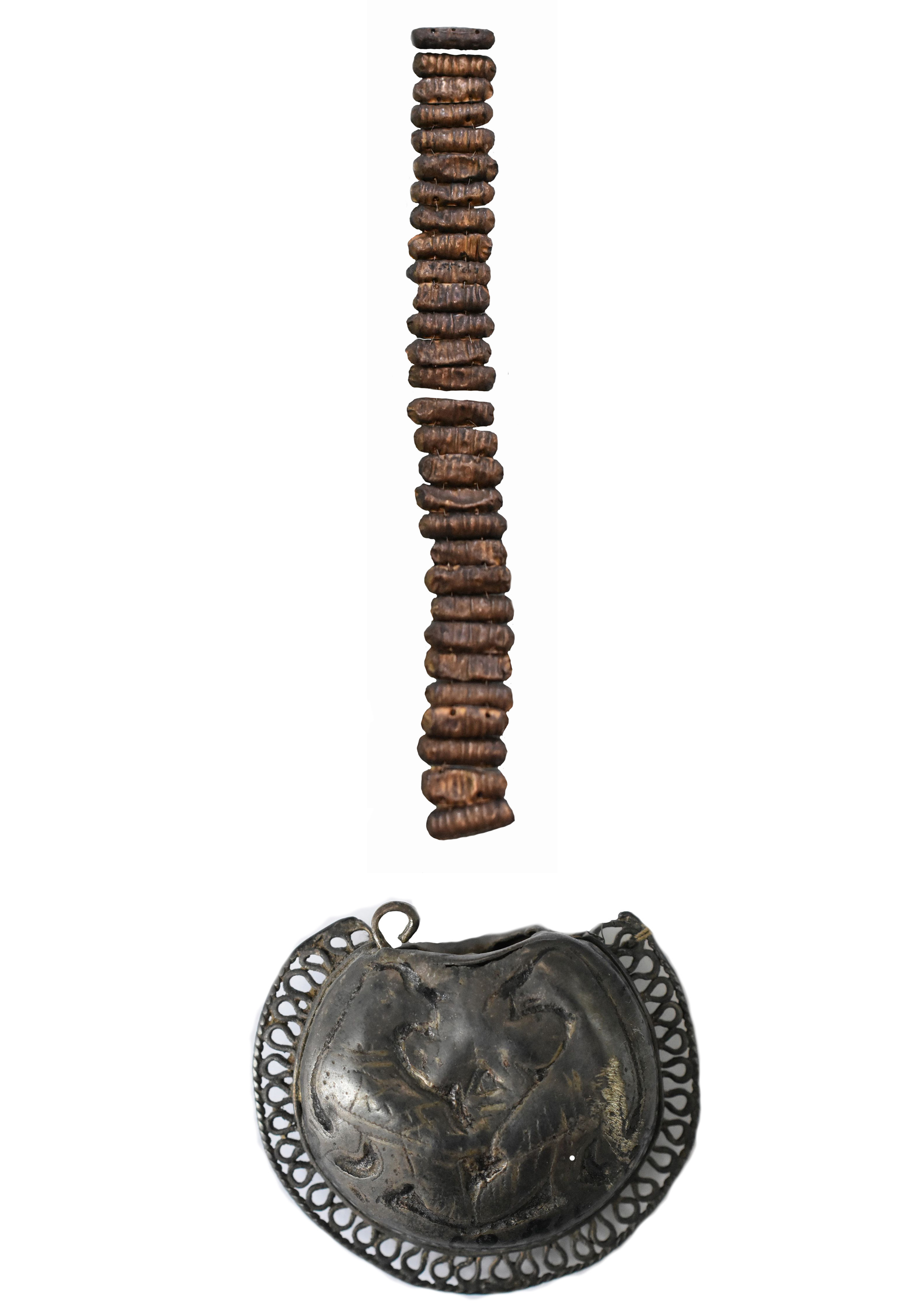
Рясна з колтом (срібло). ХІІ–ХІІІ ст. Пекарі Черкаської області